# Kalînivka, Nosivka
Kalînivka (în ucraineană Калинівка) este localitatea de reședință a comunei Kalînivka din raionul Nosivka, regiunea Cernihiv, Ucraina.

## Demografie
Componența lingvistică a localității Kalînivka
     Ucraineană (99,75%)
     Alte limbi (0,25%)
Conform recensământului din 2001, majoritatea populației localității Kalînivka era vorbitoare de ucraineană (99,75%), existând în minoritate și vorbitori de alte limbi.